# Colagne
Colagne – rzeka we Francji płynąca w całości na terenie departamentu Lozère. Ma długość 58,4 km. Uchodzi do rzeki Lot. 

## Geografia
Colagne ma źródła w masywie La Margeride, na terenie gminy Arzenc-de-Randon. W jej górnym biegu zostało utworzone sztuczne jezioro Lac de Charpal. Początkowo płynie generalnie w kierunku zachodnim, lecz w okolicach miejscowości Saint-Léger-de-Peyre zmienia bieg na południe. Uchodzi do rzeki Lot w gminie Bourgs sur Colagne. 
Colagne płynie w całości na terenie departamentu Lozère, w tym 12 gmin: Arzenc-de-Randon, Le Born, Bourgs sur Colagne, Lachamp, Marvejols, Pelouse, Recoules-de-Fumas, Ribennes, Rieutort-de-Randon, Saint-Amans, Saint-Bonnet-de-Chirac i Saint-Léger-de-Peyre. 

## Dopływy
Colagne ma 7 dopływów o długości powyżej 10 km. Są to:
| - Tartaronne - Jourdane - Ruisseau de Merdaric - Crueize | - Coulagnet - Piou - Rioulong |